# 波罗奈斯克
波罗奈斯克（俄语：Порона́йск）是俄罗斯萨哈林州的一个城市。位于波罗奈河入海口，南萨哈林斯克以北288公里处。人口17,400人（2005年估计）；17,954（2002年）；25,971人（1989年）。
市名源自阿伊努語名稱「poro nay」，意思為寬大的河。
曾为日本统治。在日本统治时期名为敷香。